# Gorzkowice

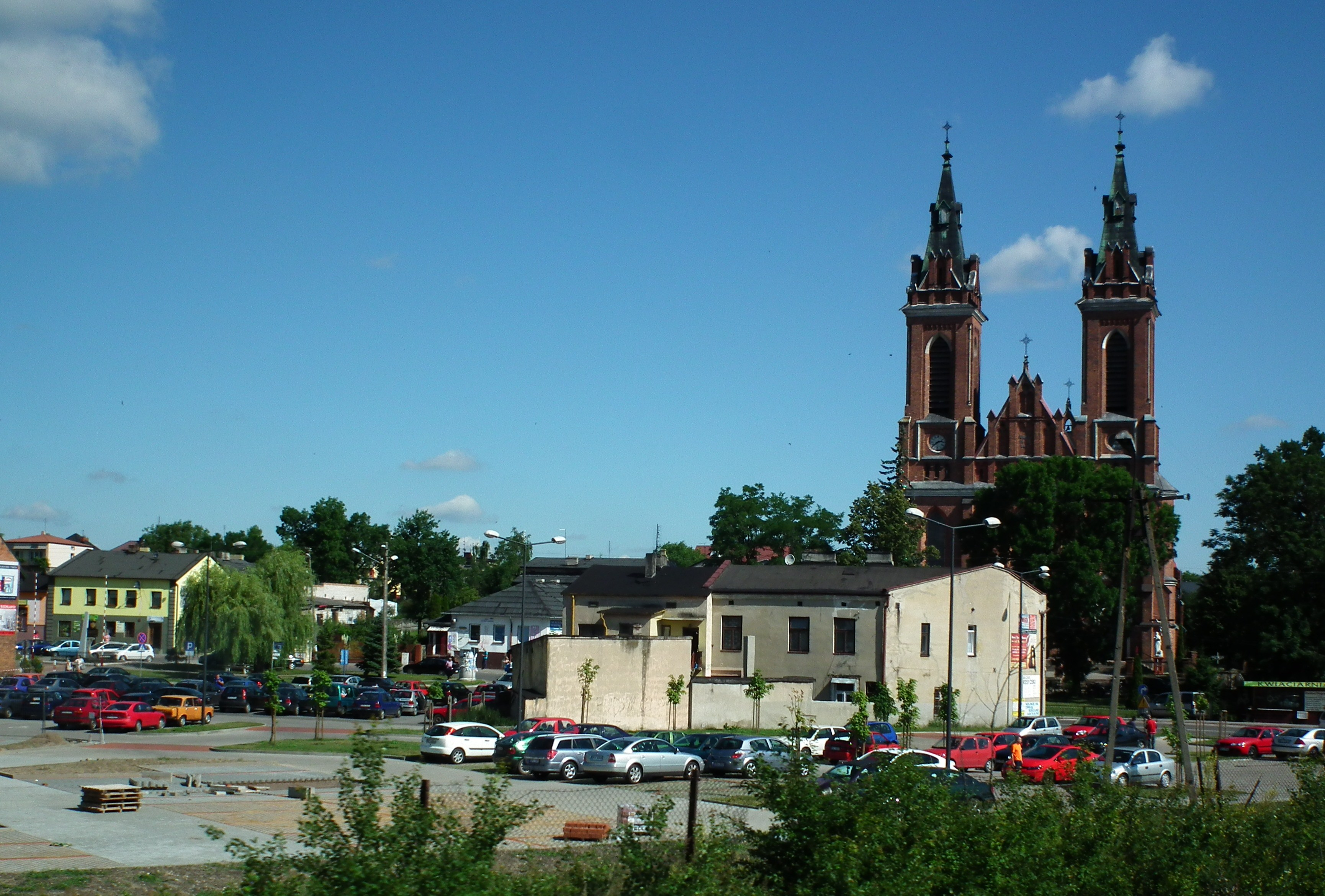
Panorama wsi

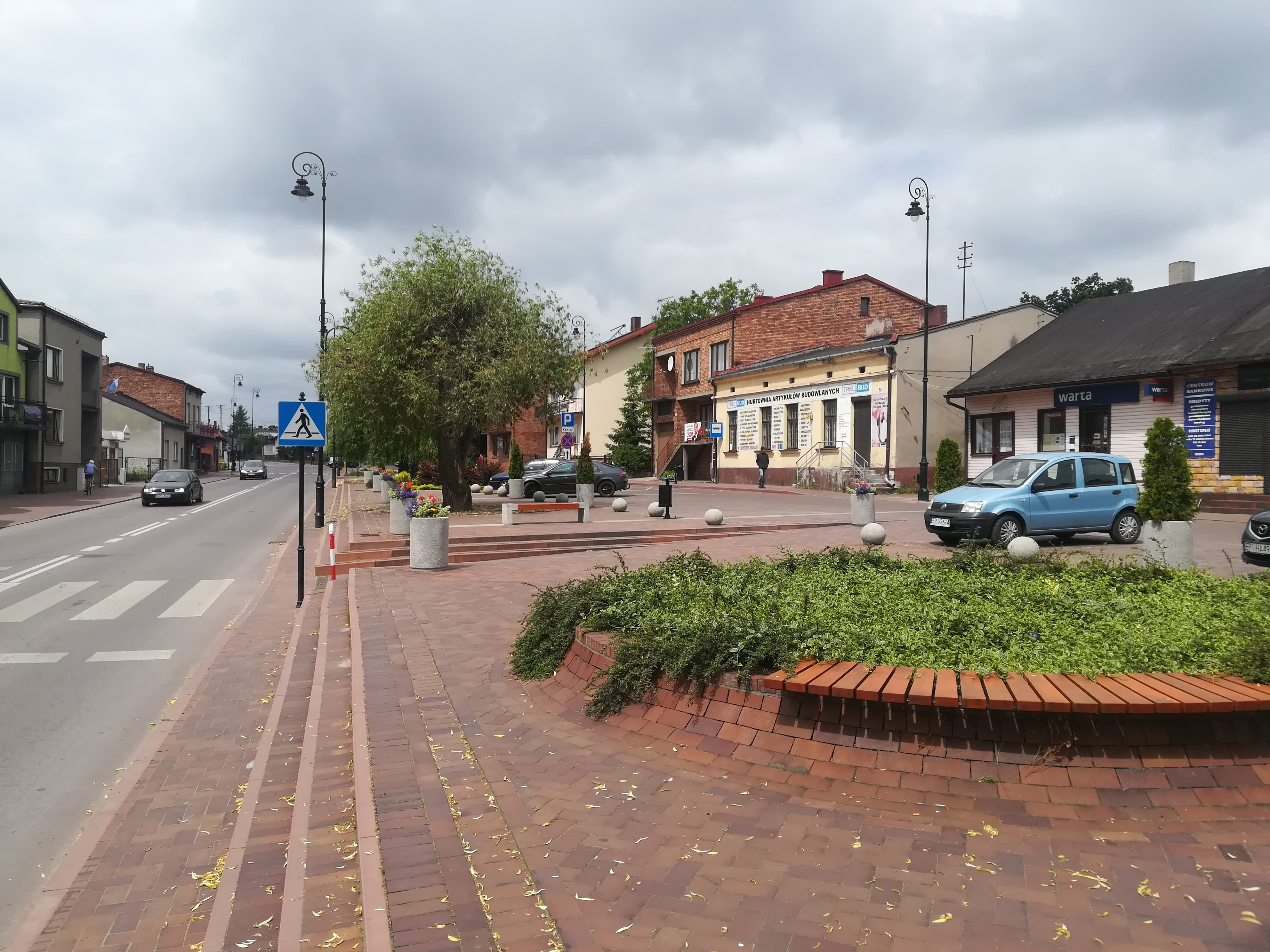
Fragment rynku

Gorzkowice – wieś (dawniej miasto) w Polsce położona w województwie łódzkim, w powiecie piotrkowskim, w gminie Gorzkowice.
Miejscowość jest siedzibą gminy Gorzkowice.
Gorzkowice uzyskały lokację miejską w 1494 roku, zdegradowane przed 1520 rokiem.

## Położenie
Gorzkowice położone są w południowej części powiatu piotrkowskiego w odległości 26 km od Piotrkowa Trybunalskiego, 23 km od Radomska i 31 km od Bełchatowa.
Przez miejscowość przebiega niewielka rzeka Prudka dopływ Luciąży.

## Części wsi
| SIMC    | Nazwa  | Rodzaj    |
| ------- | ------ | --------- |
| 0539816 | Leonów | część wsi |

## Pochodzenie nazwy
Nazwa Gorzkowice należy do nazwań patronimicznych, powstała poprzez dodanie sufiksu -ice do staropolskiej nazwy osobowej Gorzek (potomkowie Gorzka).

## Historia
Gorzkowice po raz pierwszy pojawiły się w źródłach pisanych w 1335 roku jako własność prywatna. Wśród licznych właścicieli znajdowali się Kurozwęccy (koniec XV wieku), Myszkowscy herbu Jastrzębiec, Łascy, Koniecpolscy (początek XVII wieku), Walewscy i Zarębowie.
W latach 1494–1508 miejscowość posiadała prawa miejskie. W miejscowości zachował się miejski rynek.
Do 1895 roku istniał w miejscowości drewniany kościół, który spłonął od iskry parowozu kolejowego. Natychmiast podjęto działania zmierzające do budowy nowej świątyni. Nowy murowany z cegły kościół pw. Najświętszego Serca Pana Jezusa wzniesiono w latach 1896–98.
W latach 1954–1972 wieś należała i była siedzibą władz gromady Gorzkowice. W latach 1975–1998 miejscowość administracyjnie należała do województwa piotrkowskiego.
Przez wieś dwukrotnie przeszła trąba powietrzna: 15 sierpnia 2008 (zniszczeniu uległo wówczas wiele domów i gospodarstw) oraz 18 lipca 2009 (zerwane dachy i zniszczone budynki).

## Zabytki
Według rejestru zabytków Narodowego Instytutu Dziedzictwa na listę zabytków wpisany jest obiekt:
- fortalicja ziemna, XVII w., nr rej.: 687 z 16.09.1967
- kościół par. pw. Najśw. Serca Pana Jezusa, nr A/81 z 27.07.2009

## Leon Konrad Gliński
W roku 1870 w Gorzkowicach urodził się Leon Gliński, lekarz anatomopatolog, profesor Uniwersytetu Jagiellońskiego, autor pierwszego opisu zmian w przebiegu choroby Glińskiego–Simmondsa (niedoczynności przysadki) (zm. 1918). 13 czerwca 2013 roku na zieleńcu Szkoły Podstawowej im. Henryka Sienkiewicza i Gimnazjum im. Marszałka Józefa Piłsudskiego w Gorzkowicach posadzono pamiątkową brzozę Leona Konrada Glińskiego i lipę Mikołaja Kopernika.

## Komunikacja
Przez Gorzkowice przechodzi droga Kamieńsk-Przedbórz. Znajduje się tu także stacja kolejowa Gorzkowice, a kiedyś znajdowała się tu także stacja Gorzkowice Wąskotorowe, obecnie rozebrana wraz z linią.

## Sport
- GUKS Gorzkowice – Gminno-Uczniowski Klub Sportowy „Gorzkowice” w Gorzkowicach założony w 2001 roku po fuzji UKS Gorzkowice – KS Tulipan.
- LZS Motor Bujniczki – Ludowy Zespół Sportowy “Motor” Bujniczki założony w 2002 roku.
- GUKS STS Gorzkowice – Gminny Uczniowski Klub Sportowy Sekcja Tenisa Stołowego w Gorzkowicach założona w 1992 roku.